# The Birth of Sol (The Demo Tapes)
The Birth of Sol (The Demo Tapes) is een verzameling van 24 oude nummers door de band Yawning Man die eind jaren 80 zijn opgenomen met een uitgebreid boekje met informatie over de band en de connectie van de band met de gehele Palm Desert Scene. De demo's zijn opgenomen tussen 1986 en 1987. The Birth of Sol (The Demo Tapes) bestaat uit twee delen. Het werd tot 2009 verspreid onder jongeren door het uit te lenen of te kopiëren.

## Tracklist
Deel 1
| nr. | titel                | duur |
| --- | -------------------- | ---- |
| 1   | Tuff Dude            | 1:08 |
| 2   | Dots, Lines And Mesh | 1:21 |
| 3   | Faith Cakes          | 3:22 |
| 4   | Devil's Ladder       | 5:05 |
| 5   | Sour Glaze           | 1:43 |
| 6   | Kone Of Meet         | 2:46 |
| 7   | Menso                | 1:15 |
| 8   | Sinkhole             | 2:49 |

Deel 2
| nr. | titel                | duur |
| --- | -------------------- | ---- |
| 1   | SLAB                 | 5:36 |
| 2   | Fires Of Papas Chile | 2:05 |
| 3   | Saucey And Saggy     | 2:29 |
| 4   | Paseo Lindo          | 4:07 |
| 5   | Change For A Beggar  | 4:57 |
| 6   | Bet I'll Six         | 2:19 |
| 7   | Sweet Nugget         | 3:04 |
| 8   | Saco                 | 5:36 |
| 9   | Three Legged Table   | 2:39 |
| 10  | Pheasant Under Glass | 4:16 |
| 11  | Catamaran            | 2:56 |
| 12  | Deaf Conductor       | 9:30 |
| 13  | Crack, Harden, Dry   | 3:20 |
| 14  | Friends Of Me        | 1:54 |
| 15  | The Lonely Rancher   | 5:38 |
| 16  | Moroccan Stash       | 4:57 |

De nummers "Fires Of Papas Chile" en "Crack, Harden, Dry" worden live gespeeld op de dvd Live at W2 Den Bosch

Het nummer "Catamaran" is door de band Kyuss gecoverd op hun album ...And the Circus Leaves Town

## Bandleden
- Alfredo Hernandez - drum
- Larry Lalli - basgitaar
- Gary Arce - gitaar
- Mario Lalli - gitaar en zang